# Гюннинг-Эдлинг, Сусанна
Суса́нна Гю́ннинг-Э́длинг (швед. Susanne Gynning-Ödling; род. 20 мая 1950) — шведская кёрлингистка.

## Достижения
- Чемпионат мира по кёрлингу среди женщин: серебро (1979).
- Чемпионат Европы по кёрлингу: серебро (1979).
- Чемпионат Швеции по кёрлингу среди женщин: золото (1979)[1].

## Команды
| Сезон   | Четвёртый     | Третий             | Второй                 | Первый          | Турниры |
| ------- | ------------- | ------------------ | ---------------------- | --------------- | ------- |
| 1978—79 | Биргитта Тёрн | Катарина Хультлинг | Сусанна Гюннинг-Эдлинг | Гунилла Бергман | ЧМ 1979 |
| 1979—80 | Биргитта Тёрн | Катарина Хультлинг | Сусанна Гюннинг-Эдлинг | Гунилла Бергман | ЧЕ 1979 |

(скипы выделены полужирным шрифтом)